# قعيقعان السفلى (يريم)

تعديل مصدري - تعديل

قعيقعان السفلى محلة تابعة لقرية قعيقعان، التابعة لعزلة رعين بمديرية يريم إحدى مديريات محافظة إب في الجمهورية اليمنية.، بلغ تعداد سكانها 307 حسب تعداد اليمن لعام 2004.